# Азаян, Багдасар Мартиросович
Багдасар Мартиросович Азоян (арм. Բաղդասար Մարտիրոսի Ազոյան; 1905—1972) — советский работник сельского хозяйства, председатель колхоза «Дружба» Сисианского района Армянской ССР; Герой Социалистического Труда (1949).

## Биография
Родился 15 мая (27 мая по новому стилю) 1905 года в Западной Армении.
С 1938 по 1955 год возглавлял колхоз «Дружба». Затем работал на различных должностях в Сисианском районе Армянской ССР.
18 июня 1949 года был удостоен звания Героя Социалистического Труда с вручением ордена Ленина.
Умер 10 декабря 1972 года.

## Награды
- Герой Социалистического Труда (18.06.1949).
- Орден Ленина (18.06.1949).
- Орден Трудового Красного Знамени (24.11.1945).
- Медали.